# Liste der sierra-leonischen Botschafter in Belgien
Der sierra-leonische Botschafter in Belgien ist der offizielle Vertreter der Regierung von Sierra Leone bei der Regierung von Belgien.

## Zeitgleiche Akkreditierungen
Der Botschafter mit Wohnsitz in Brüssel wird regelmäßig bei den Regierungen in Den Haag (Niederlande), Paris (Frankreich), Luxemburg beim Heiligen Stuhl, bei der Europäischen Kommission, bei der AKP-Gruppe, beim Internationalen Strafgerichtshof, beim Internationalen Gerichtshof, beim Sondergerichtshof für Sierra Leone, bei der Organisation für das Verbot chemischer Waffen und bei der Welthandelsorganisation akkreditiert.
Das Botschaftsgebäude in Brüssel wurde 1978 in der Regierungszeit von Siaka Stevens erworben.
| Akkreditiert  | Leiter der Auslandsvertretung | ernannt von        |
| ------------- | ----------------------------- | ------------------ |
| 11. Mai 1971  | Desmond Luke                  | Siaka Stevens      |
| 19. Juli 1982 | Sahr Thomas Matturi           | Siaka Stevens      |
| 4. Apr. 1986  | Abdul Koroma                  | Joseph Saidu Momoh |
| 27. Mai 1988  | Marian Judith Tanner Kamara   | Joseph Saidu Momoh |
| 10. Feb. 1995 | Sulaiman Baba Timbo           | Valentine Strasser |
| 13. März 1997 | Peter Jiawa Kuyembeh          | Johnny Paul Koroma |
| 29. Okt. 2002 | Fode Maclean Dabor            | Ahmad Tejan Kabbah |
| 20. Okt. 2008 | Christian Sheka Kargbo        | Ernest Bai Koroma  |
| 4. Nov. 2013  | Ibrahim Sorie Kamara          | Ernest Bai Koroma  |